# ¿Qué invadimos ahora?
¿Qué invadimos ahora? (su título original en inglés es Where to Invade Next?) es un documental escrito y dirigido por Michael Moore.
Fue preestrenado en Estados Unidos el 23 de diciembre de 2015 y posteriormente estrenado en 308 salas el 12 de febrero de 2016.

## Sinopsis
Tras su documental Capitalismo: Una historia de amor, Moore produce, escribe el guion y actúa en esta sátira y divertida comedia donde se crea una "invasión" por Europa para encontrar soluciones que se puedan aplicar a los problemas internos de Estados Unidos. Los países que recorre el documental son Italia, Francia, Finlandia, Eslovenia, Alemania, Portugal, Noruega, Túnez e Islandia.
Visita varios países y examina aspectos de sus políticas sociales que, según sugiere, Estados Unidos podría adoptar.  Estos países y los datos de apoyo se enumeran en el sitio web de la película.
Los países y temas en orden de aparición: 
En Italia: para aprender a disfrutar de la vida: derechos laborales y bienestar de los trabajadores: vacaciones pagadas, luna de miel pagada, decimotercer salario, pausas de dos horas para comer, permiso parental remunerado, hablar con los ejecutivos de la casa de moda italiana Lardini y Claudio Domenicali, CEO de Ducati.
En Francia: para poder apreciar la importancia de la buena alimentación en la educación primaria y la educación sexual.
En Finlandia: para conquistar el excelente sistema educativo: (casi sin deberes, sin pruebas estandarizadas), hablando con Krista Kiuru, ministra finlandesa de Educación. Moore señala que la música y la poesía han sido eliminadas en el sistema educativo estadounidense K-12.
En Eslovenia: para comprobar los beneficios de una universidad gratuita para todos educación superior libre de deudas y matrículas, hablando con Ivan Svetlik  rector de la Universidad de Liubliana, y Borut Pahor, presidente de Eslovenia. La Universidad de Liubliana imparte al menos 100 cursos en inglés.
En Alemania: para observar los derechos laborales, la cogestión y el equilibrio entre el trabajo y la vida personal, el fabricante de lápices Faber-Castell y el valor de una educación honesta y franca en historia nacional, especialmente en lo que se refiere a la Alemania nazi y adoptar la capacidad de autocrítica y de no olvidarse de los propios errores.
En Portugal: para ver la acción de una policía más humana y una sociedad más libre: el Primero de Mayo, la política de drogas de Portugal, la atención sanitaria universal y la abolición de la pena de muerte.
En Noruega: para observar un sistema penitenciario humano, visita a la prisión de mínima seguridad de Bastøy y a la prisión de máxima seguridad de Halden, y respuesta de Noruega a los atentados de Utøya de 2011.
En Túnez: para ser testigo de cómo llevar a cabo una revolución y no perderse en el camino:  los derechos de las mujeres, incluida la salud reproductiva, el acceso al aborto y su papel en la Revolución tunecina y la redacción de la Constitución tunecina de 2014. Rached Ghannouchi desaprueba el hiyab obligatorio y dice: «El Estado no debe decirle a las mujeres cómo vestirse ni interferir en sus vidas». 
En Islandia: para aprender del importante papel de la mujer en la sociedad: mujeres en el poder; habla con Vigdís Finnbogadóttir, la primera presidenta del mundo elegida democráticamente; la Mejor Fiesta con Jón Gnarr siendo elegido Alcalde de Reikiavik; la crisis financiera islandesa de 2008-2011 y la investigación penal y el enjuiciamiento de banqueros, con el fiscal especial Ólafur Hauksson.
La caída del Muro de Berlín.
Moore señala al final que muchas de estas ideas en realidad se originaron en los EE. UU., como la prohibición constitucional de los castigos crueles e inusuales, la abolición de la pena de muerte, la lucha por la jornada de ocho horas y el festivo del Primero de Mayo, el Movimiento por la Igualdad de Derechos para las mujeres y el enjuiciamiento del fraude financiero durante la crisis de ahorros y préstamos.

## Producción
Según Moore, la película fue producida en secreto. Se rodó con un pequeño equipo y la producción se llevó a cabo en tres continentes.

## Acogida
El documental se presentó en el Festival Internacional de Cine de Toronto en 2015, y en Europa, en el Festival Internacional de Cine de Berlín en 2016.

La película recibió en general reseñas positivas de los críticos. Rotten Tomatoes muestra que un 78% de las 169 críticas son positivas, con una media de 6,7/10:
«¿Qué invadimos ahora? muestra al documentalista Michael Moore acercarse a la política progresista con renovado -aunque descaradamente unilateral- vigor»
En Metacritic, la película tiene una puntuación de 63/100 de 33 críticas, lo que indica «críticas generalmente favorables».
Ha sido candidata al Premio Satellite, a los Premios de la Crítica Cinematográfica y por la Asociación de Críticos de Chicago. Ha recaudado aproximadamente 4 millones de dólares. El 1 de diciembre de 2015, la película fue seleccionada como una de las 15 preseleccionadas para el Premio de la Academia al Mejor Largometraje Documental, pero no fue finalmente nominada.

## Premios y nominaciones
| Año  | Otorga                                | Premio           | Resultado |
| ---- | ------------------------------------- | ---------------- | --------- |
| 2015 | Premio Satellite                      | Mejor documental | Nominado  |
| 2015 | Premios de la Crítica Cinematográfica | Mejor documental | Nominado  |
| 2015 | Asociación de Críticos de Chicago     | Mejor documental | Nominado  |